# 印度实竹
印度实竹（学名：Dendrocalamus strictus），又名牡竹，为禾本科麻竹属下的一个种。

## 扩展阅读
- 維基物種上的相關：印度实竹